# 莱赫·瓦文萨
莱赫·瓦文萨（波蘭語：Lech Wałęsa，發音：[ˈlɛɣ vaˈwɛ̃sa] ⓘ；1943年9月29日—），波兰政治家、人權運動家、前团结工会领导人，波蘭民主化後首位民選的波兰总统。

## 生平
瓦文萨1943年生于德占波兰波波沃。
1967年在夜校毕业后即进入格但斯克的列宁造船厂任电工。1970年，他参与组织了一次流血罢工，在这次罢工中，超過30名工人死于防暴警察镇压。瓦文萨之后被指控犯有“反社会主义罪”，入狱一年。1976年，瓦文萨在造船厂征集签名，要求为死难工人立纪念碑，因此被开除。
1978年，瓦文萨加入了一個被波蘭當局認定是非法的地下工會。1980年，格但斯克的列寧造船廠再度發生罷工，瓦文萨成為罷工的領導者。格但斯克及波蘭各地陸續有其它罷工響應。瓦文萨之后入狱，這次工運促成了團結工會的誕生。1981年3月10日，瓦文萨与波兰总理雅鲁泽尔斯基在部长会议大楼进行了三个小时的会谈。同年3月22日，瓦文萨再次与雅鲁泽尔斯基举行秘密会谈。1981年，瓦文萨當選《时代杂志》年度风云人物，1983年获得诺贝尔和平奖。由於他担心如果前去領獎，波兰政府不会让他回国，於是他的妻子达努塔代替他前去领奖。
1989年，以團結工會為首的聯合政府上台，瓦文萨则在1990年總統選舉當選首任民選總統。其後由于任期内一系列错误政策导致聲望下滑，在1995年的总统选举中落敗予左派候選人亚历山大·克瓦希涅夫斯基。此后在2000年再次參選，但僅獲1%選票。

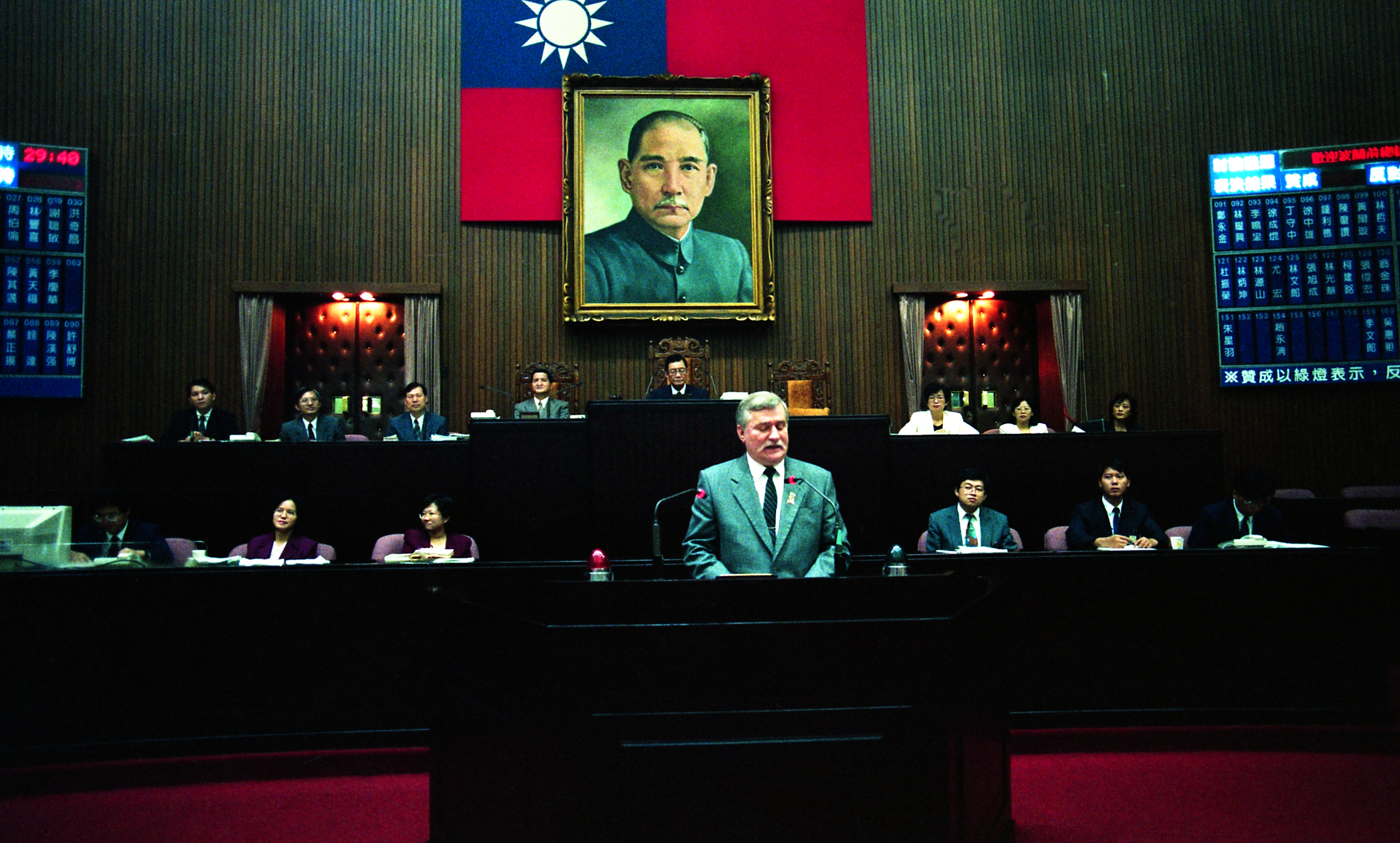
華勒沙1996年在中華民國立法院演說

之后，瓦文萨以四处演講为生。2021年4月，因COVID-19疫情而导致收入大減，瓦文萨在波蘭一個針對中老年人的求職網站貼出求職廣告。

## 著作
《瓦文萨自传》，中文版1990东方出版社

## 家庭
華勒沙是傳統的天主教徒，他于1969年结婚，育有八个子女。而正因如此，瓦文萨在同性恋问题上一直持坚定的反对立场。

## 荣誉

### 外国勋章奖章
- 一等白狮勋章（捷克，1999年[4]）

## 相关影视
- 由安杰伊·瓦依达执导的1981年波兰电影《铁人》的主人公是以瓦文萨为原型，瓦文萨在该片中出现。该片获得了第34届戛纳电影节金棕榈奖

## 延伸閱讀
- Wałęsa, Lech. . London: Collins Harvill. 1987. ISBN 0-00-272120-1.
- Wałęsa, Lech. . with the collaboration of Arkadius Rybicki, translated by Franklin Philip, in collaboration with Helen Mahut. New York: Arcade Publishers. 1992. ISBN 1-55970-221-4.
- Szporer, Michael. . Harvard Cold War Studies Series. Lanham, MD: Lexington Books. 2012. ISBN 9780739174876.

## 外部連結

### 影片
- Signing of the Gdańsk Agreement Archive.today的存檔，存档日期2012-12-21
- Presidential Inauguration Archive.today的存檔，存档日期2012-12-05
- Speech at the National Press Club on Nov.16 1989, from C-SPAN video archive （页面存档备份，存于）

### 其它
- Official blog （页面存档备份，存于）
- Lech Wałęsa Institute （页面存档备份，存于）
- Stephen Engelberg. . The New York Times. 11 December 1990  [2015-12-13]. （原始内容存档于2021-01-05）.
- Stefan Chwin, God must have parachuted him to Earth originally published in Tygodnik Powszechny, December 2008
- New Statesman interview with Lech Wałęsa （页面存档备份，存于） by Mark Seddon
- Wałęsa speech (MP3)
- Lech Wałęsa – Nobel Lecture
- BBC interview with Lech Wałęsa （页面存档备份，存于） on the 25th anniversary of the founding of Solidarity
- Interview on WTTW （页面存档备份，存于）
- The Shaming of Lech Wałęsa: Why the defeater of communism finds himself defeated by ex-communists—and why he and the American public haven't noticed （页面存档备份，存于） Agnieszka Tennant, Books & Culture magazine, 2002
- Lech Wałęsa （页面存档备份，存于）, NNDB.com